# Röthges
Röthges ist ein Stadtteil von Laubach im mittelhessischen Landkreis Gießen.

## Geografie
Röthges befindet sich im östlichen Teil des Landkreises Gießen an einem Ausläufer des Vogelsbergs. Geologisch ist es fast mittig des vom vogelsberger Vulkangestein bedeckten etwa 60 km im Durchmesser umfassenden Gebietes. Röthges liegt an der alten Handelsstraße die "Kurzen Hessen", welche Frankfurt am Main mit Leipzig verband.

## Geschichte

### Ortsgeschichte
An einem leichten Südhang, wo sich zwei Straßen kreuzten, begann die Entstehung des Dorfes. Es handelte sich um die Straßenverbindungen von Hungen nach Grünberg und Villingen – Ettingshausen – in das Lumdatal. Im südlichen Teil verläuft die alte Straße von Laubach nach Lich. Am Fuße des abfallenden Geländes befand sich eine Wasserstelle, ein Tümpel. Diese Stelle wird Mitte des 19. Jahrhunderts als Weed oder Kump bezeichnet.
Lange vor der ersten Erwähnung des Dorfes lebten auch hier bereits Menschen. Belegt wird diese Aussage durch Funde in der Gemarkung, die bis in die Zeit des Paläolithikums zurück reichen. Röthges wird erstmals 1322 in einer Urkunde erwähnt. Darin erscheint das Dorf unter dem Namen Rode juxta Wedirveldin. Auch die späteren Namen Roda, Rodde oder Rodechen lassen darauf schließen, dass das Dorf aus einer Rodung oder Siedlung hervorgegangen ist.
Lange Zeit gehörte Röthges den Falkensteinern. Nach deren Aussterben wurde das Dorf dem gräflichen Haus Solms-Braunfels zuerkannt und blieb dort fast 400 Jahre. Erst nach der Säkularisation bzw. dem Reichsdeputationshauptschluss, also 1806, kam Röthges zu Hessen. Während des Dreißigjährigen Kriegs wurde der Ort fast völlig zerstört. Heute ist Röthges für ruhesuchende Feriengäste ein Platz zum Ausspannen und Wandern in waldreicher Umgebung.
Wie viele der westdeutschen Dörfer ist Röthges stark von den Folgen des Zweiten Weltkriegs geprägt. Dabei sind besonders die vielen Heimatvertriebenen und Flüchtlinge zu erwähnen, die im Ort eine neue Heimat fanden und zeitweise ein Drittel der Bevölkerung ausmachten. Sie kamen aus Orten wie Schanzmark, Schlewitz, Kratzau, Brieg, Reichenberg, Schröffeldorf oder Heidersdorf.
Hessische Gebietsreform (1970–1977)
Im Zuge der Gebietsreform in Hessen wurde die Gemeinde Röthges zum 31. Dezember 1970 auf freiwilliger Basis in die Stadt Laubach eingemeindet. Für den Stadtteil Röthges wurde, wie für die anderen eingemeindeten ehemals eigenständigen Gemeinden von Laubach, ein Ortsbezirk mit Ortsbeirat und Ortsvorsteher nach der Hessischen Gemeindeordnung eingerichtet.
Zeittafel
- 1322: Röthges wird zum ersten Mal urkundlich erwähnt.
- 1420: Nach dem Tod des letzten Falkensteiners fällt Röthges an den Grafen Bernhard zu Solms-Braunfels.
- 1702: Die erste Schule wird gebaut. Vorher besuchten die Schüler die Schule in Villingen.
- 1806: Röthges kommt zu Hessen.
- 1843: Am alten Standort wird eine neue Schule gebaut.
- 1879: Die neue Kirche wird gebaut. Die alte Kirche auf dem Friedhof wird abgerissen.
- 1908: Eine eigene Wasserleitung mit einem Pumpwerk im Wasserhaus und ein Wasserbehälter werden gebaut.
- 1921: Ein Gesangverein wird gegründet.
- 1922: Röthges wird an das Stromnetz angeschlossen.
- 1936: Die Freiwillige Feuerwehr Röthges wird gegründet.
- 1953: Ein Feuerwehrhaus wird gebaut, und ein Löschwasserteich wird eingerichtet.
- 1958: Eine neue Schule wird gebaut. Hier wird nur noch bis 1969 unterrichtet. Danach wird das Gebäude zum Dorfgemeinschaftshaus umgebaut.
- 1961: Ein Tiefkühlhaus wird gebaut.
- 1970: Röthges wird eingemeindet.

### Die Burg
In der Nähe des heutigen Friedhofes stand eine Burg. Pfarrer Göbel – er war von 1659 bis 1684 in Wetterfeld und Röthges tätig – berichtete von einer Raubritterburg und von den Resten eines Wallgrabens. Die Burg wurde zumindest bis 1782 von den Herren von Clotz genutzt. Geschichtliche Unterlagen liegen zum Teil im Licher Archiv vor. Anfang des 19. Jahrhunderts wurden die Gebäude der Burg zur Schleifung freigegeben und die Steine wurden für die Röthgeser genutzt, um Häuser zu bauen. Reste waren auch später noch beim Bau des Wasserbehälters im Jahre 1908 zu sehen. An dieser Stelle konnten sich früher interessierte bauwillige Bürger kostenlos Sandecksteine und Mauersteine abholen.
Weitere Informationen zur Burg in Röthges:
„Im verflossenen Winter wurden auf der sogenannten „Burg“ bei Röthges die Fundamente einer Mauer in der Stärke von 1,1 Meter freigelegt. Diese Burgstätte befindet sich dicht bei dem genannten Dorfe, auf der Anhöhe rechts vom Wege Laubach - Röthges, an den Friedhof stoßend. Auffallenderweise befindet sich die Burgstätte nicht ganz auf der höchsten Stelle der Anhöhe, sondern etwas unterhalb des Gipfels. Trotzdem bietet sie einen weiten Ausblick in die Umgebung. Schon seit langer Zeit dient diese Stätte als allgemeiner Steinbruch. Leider ist der Boden hierdurch in einer solchen Weise zerwühlt und ausgehöhlt worden, dass die ursprüngliche Anlage nicht mehr festzustellen ist. Die innere Burgstelle, worauf sich diese Mauerreste befinden, zeigt sich gegenwärtig als ein Viereck mit abgerundeten Ecken von ca. 300 m² Flächeninhalt, das von einem 1–3 Meter tiefen, 6–8 Meter breiten, kreisrunden Graben umschlossen wird. Die äußere Umfassungslinie dieses Grabens beträgt ca. 150 Meter. Niemand erinnert sich mehr, die Mauern über dem Erdboden gesehen zu haben. Dagegen teilten uns alte Leute mit, dass ihnen von ihren Großeltern erzählt worden sei, sie hätten die Mauern noch in Mannshöhe über dem Erdboden gesehen. Auch wurde uns vom Funde alter Töpfe, Hufeisen und von einem alten Schwert, das wie ein Kreuz aussah, erzählt“.
Der Name „Auf der Burg“ hat sich bis heute erhalten; und die Dorfstraße in diese Richtung heißt „Burgstraße“.

### Verwaltungsgeschichte im Überblick
Die folgende Liste zeigt die Staaten und Verwaltungseinheiten, denen Röthges angehört(e):
- ab 1420 Heiliges Römisches Reich, Grafschaft Solms-Braunfels (Anteil an der Herrschaft Münzenberg), Amt Hungen
- ab 1742: Heiliges Römisches Reich, Fürstentum Solms-Braunfels (Anteil an der Herrschaft Münzenberg), Amt Hungen
- ab 1806: Großherzogtum Hessen,[Anm. 2] Oberhessen, Amt Hungen (des Fürsten Solms-Braunfels)[12]
- ab 1815: Großherzogtum Hessen, Provinz Oberhessen, Amt Hungen (des Fürsten Solms-Braunfels)[13]
- ab 1820: Großherzogtum Hessen, Provinz Oberhessen, Amt Hungen[Anm. 3]
- ab 1822: Großherzogtum Hessen, Provinz Oberhessen, Landratsbezirk Hungen[14][Anm. 4]
- ab 1841: Großherzogtum Hessen, Provinz Oberhessen, Kreis Hungen
- ab 1848: Großherzogtum Hessen, Regierungsbezirk Friedberg
- ab 1852: Großherzogtum Hessen, Provinz Oberhessen, Kreis Nidda
- ab 1867: Norddeutscher Bund, Großherzogtum Hessen, Provinz Oberhessen, Kreis Nidda
- ab 1871: Deutsches Reich, Großherzogtum Hessen, Provinz Oberhessen, Kreis Nidda
- ab 1874: Deutsches Reich, Großherzogtum Hessen, Provinz Oberhessen, Kreis Gießen
- ab 1918: Deutsches Reich, Volksstaat Hessen, Provinz Oberhessen, Kreis Gießen
- ab 1938: Deutsches Reich, Volksstaat Hessen, Landkreis Gießen[15][Anm. 5]
- ab 1945: Deutsches Reich, Amerikanische Besatzungszone, Groß-Hessen, Regierungsbezirk Darmstadt, Landkreis Gießen
- ab 1946: Deutsches Reich, Amerikanische Besatzungszone,[Anm. 6] Hessen, Regierungsbezirk Darmstadt, Landkreis Gießen
- ab 1949: Bundesrepublik Deutschland, Hessen, Regierungsbezirk Darmstadt, Landkreis Gießen
- ab 1971: Bundesrepublik Deutschland, Hessen, Regierungsbezirk Darmstadt, Landkreis Gießen, Stadt Laubach
- ab 1977: Bundesrepublik Deutschland, Hessen, Regierungsbezirk Darmstadt, Lahn-Dill-Kreis, Stadt Laubach
- ab 1979: Bundesrepublik Deutschland, Hessen, Regierungsbezirk Darmstadt, Landkreis Gießen, Stadt Laubach
- ab 1981: Bundesrepublik Deutschland, Hessen, Regierungsbezirk Gießen, Landkreis Gießen, Stadt Laubach

### Gerichte seit 1803
In der Landgrafschaft Hessen-Darmstadt wurde mit Ausführungsverordnung vom 9. Dezember 1803 das Gerichtswesen neu organisiert. Für das Fürstentum Oberhessen (ab 1815 Provinz Oberhessen) wurde das „Hofgericht Gießen“ eingerichtet. Es war für normale bürgerliche Streitsachen Gericht der zweiten Instanz, für standesherrliche Familienrechtssachen und Kriminalfälle die erste Instanz. Übergeordnet war das Oberappellationsgericht Darmstadt. Die Rechtsprechung der ersten Instanz wurde durch die Ämter bzw. Standesherren vorgenommen und somit war für Röthges ab 1806 das „Patrimonialgericht der Fürsten Solms-Braunfels“ in Hungen zuständig. Nach der Gründung des Großherzogtums Hessen 1806 wurden die Aufgaben der ersten Instanz 1821–1822 im Rahmen der Trennung von Rechtsprechung und Verwaltung auf die neu geschaffenen Land- bzw. Stadtgerichte übertragen. Ab 1822 ließen die Fürsten Solms-Braunfels ihre Rechte am Gericht durch das Großherzogtum Hessen in ihrem Namen ausüben. „Landgericht Hungen“ war daher die Bezeichnung für das erstinstanzliche Gericht, das für Röthges zuständig war. Auch auf sein Recht auf die zweite Instanz, die durch die Justizkanzlei in Hungen ausgeübt wurde verzichtete der Fürst 1823. Erst infolge der Märzrevolution 1848 wurden mit dem „Gesetz über die Verhältnisse der Standesherren und adeligen Gerichtsherren“ vom 15. April 1848 die standesherrlichen Sonderrechte endgültig aufgehoben.
Anlässlich der Einführung des Gerichtsverfassungsgesetzes mit Wirkung vom 1. Oktober 1879, infolge derer die bisherigen großherzoglichen Landgerichte durch Amtsgerichte an gleicher Stelle ersetzt wurden, während die neu geschaffenen Landgerichte nun als Obergerichte fungierten. Gleichzeitig wurde Röthges dem Landgericht Laubach zugewiesen das in Amtsgericht Laubach umbenannt wurde. Die zweite Instanz war jetzt das Landgerichts Gießen.
Am 1. Juli 1968 erfolgte die Auflösung des Amtsgerichts Laubach und Röthges wurde dem Sprengel des Amtsgerichts Gießen zugelegt.

## Bevölkerung

### Einwohnerstruktur 2011
Nach den Erhebungen des Zensus 2011 lebten am Stichtag dem 9. Mai 2011 in Röthges 399 Einwohner. Darunter waren 6 (1,5 %) Ausländer. Nach dem Lebensalter waren 75 Einwohner unter 18 Jahren, 156 zwischen 18 und 49, 96 zwischen 50 und 64 und 69 Einwohner waren älter. Die Einwohner lebten in 158 Haushalten. Davon waren 36 Singlehaushalte, 54 Paare ohne Kinder und 57 Paare mit Kindern, sowie 9 Alleinerziehende und 3 Wohngemeinschaften. In 33 Haushalten lebten ausschließlich Senioren und in 105 Haushaltungen lebten keine Senioren.

### Einwohnerentwicklung
| Röthges: Einwohnerzahlen von 1830 bis 2011 | Röthges: Einwohnerzahlen von 1830 bis 2011 | Röthges: Einwohnerzahlen von 1830 bis 2011 | Röthges: Einwohnerzahlen von 1830 bis 2011 | Röthges: Einwohnerzahlen von 1830 bis 2011 |
| --- | ------------------------------------------ | ------------------------------------------ | ------------------------------------------ | ------------------------------------------ |
| Jahr |                                            |                                            |                                            | Einwohner                                  |
| 1830 | 1830                                       |                                            | 261                                        | 261                                        |
| 1834 | 1834                                       |                                            | 225                                        | 225                                        |
| 1840 | 1840                                       |                                            | 263                                        | 263                                        |
| 1846 | 1846                                       |                                            | 264                                        | 264                                        |
| 1852 | 1852                                       |                                            | 255                                        | 255                                        |
| 1858 | 1858                                       |                                            | 255                                        | 255                                        |
| 1864 | 1864                                       |                                            | 260                                        | 260                                        |
| 1871 | 1871                                       |                                            | 263                                        | 263                                        |
| 1875 | 1875                                       |                                            | 264                                        | 264                                        |
| 1885 | 1885                                       |                                            | 279                                        | 279                                        |
| 1895 | 1895                                       |                                            | 260                                        | 260                                        |
| 1905 | 1905                                       |                                            | 263                                        | 263                                        |
| 1910 | 1910                                       |                                            | 247                                        | 247                                        |
| 1925 | 1925                                       |                                            | 249                                        | 249                                        |
| 1939 | 1939                                       |                                            | 228                                        | 228                                        |
| 1946 | 1946                                       |                                            | 403                                        | 403                                        |
| 1950 | 1950                                       |                                            | 383                                        | 383                                        |
| 1956 | 1956                                       |                                            | 323                                        | 323                                        |
| 1961 | 1961                                       |                                            | 308                                        | 308                                        |
| 1967 | 1967                                       |                                            | 325                                        | 325                                        |
| 1980 | 1980                                       |                                            | ?                                          | ?                                          |
| 1990 | 1990                                       |                                            | ?                                          | ?                                          |
| 2000 | 2000                                       |                                            | ?                                          | ?                                          |
| 2011 | 2011                                       |                                            | 399                                        | 399                                        |
| Datenquelle: Historisches Gemeindeverzeichnis für Hessen: Die Bevölkerung der Gemeinden 1834 bis 1967. Wiesbaden: Hessisches Statistisches Landesamt, 1968. Weitere Quellen: Zensus 2011 |                                            |                                            |                                            |                                            |

### Historische Religionszugehörigkeit
| • 1830: | 254 evangelische, 5 katholische, zwei mennonitische Einwohner    |
| • 1961: | 266 evangelische (= 86,4 %), 38 katholische (= 12,3 %) Einwohner |

### Historische Erwerbstätigkeit
| • 1961: | Erwerbspersonen: 79 Land- und Forstwirtschaft, 49 Prod. Gewerbe, 14 Handel, Verkehr und Nachrichtenübermittlung, 10 Dienstleistungen und Sonstiges. |

## Politik
Von 1822 bis zur Eingemeindung hatte Röthges einen eigenen Bürgermeister. Seitdem wird Röthges von Laubach verwaltet und erhielt einen Ortsbeirat mit Ortsvorsteher.
Ortsvorsteher ist Harald Mohr.

## Kultur und Sehenswürdigkeiten

### Bauwerke
Das Dorf
Röthges ist ein typisches hessisches Dorf, mit einigen wenigen sehr gut erhaltenen und gepflegten Fachwerkhäusern, insbesondere um den Dorfplatz. Die 1879 gebaute Kirche mit ihrer besonderen 1988 restaurierten Orgel, ist ebenfalls zu erwähnen. Der Ort der alten Burg wird seit Jahrzehnten von heimischen Kindern als Spielplatz genutzt. Die Gegend um Röthges lädt hierbei immer zu Wanderungen und Radtouren in einer idyllischen Landschaft aus Wäldern, kleinen Wiesen und Feldern ein.
Die Kirche

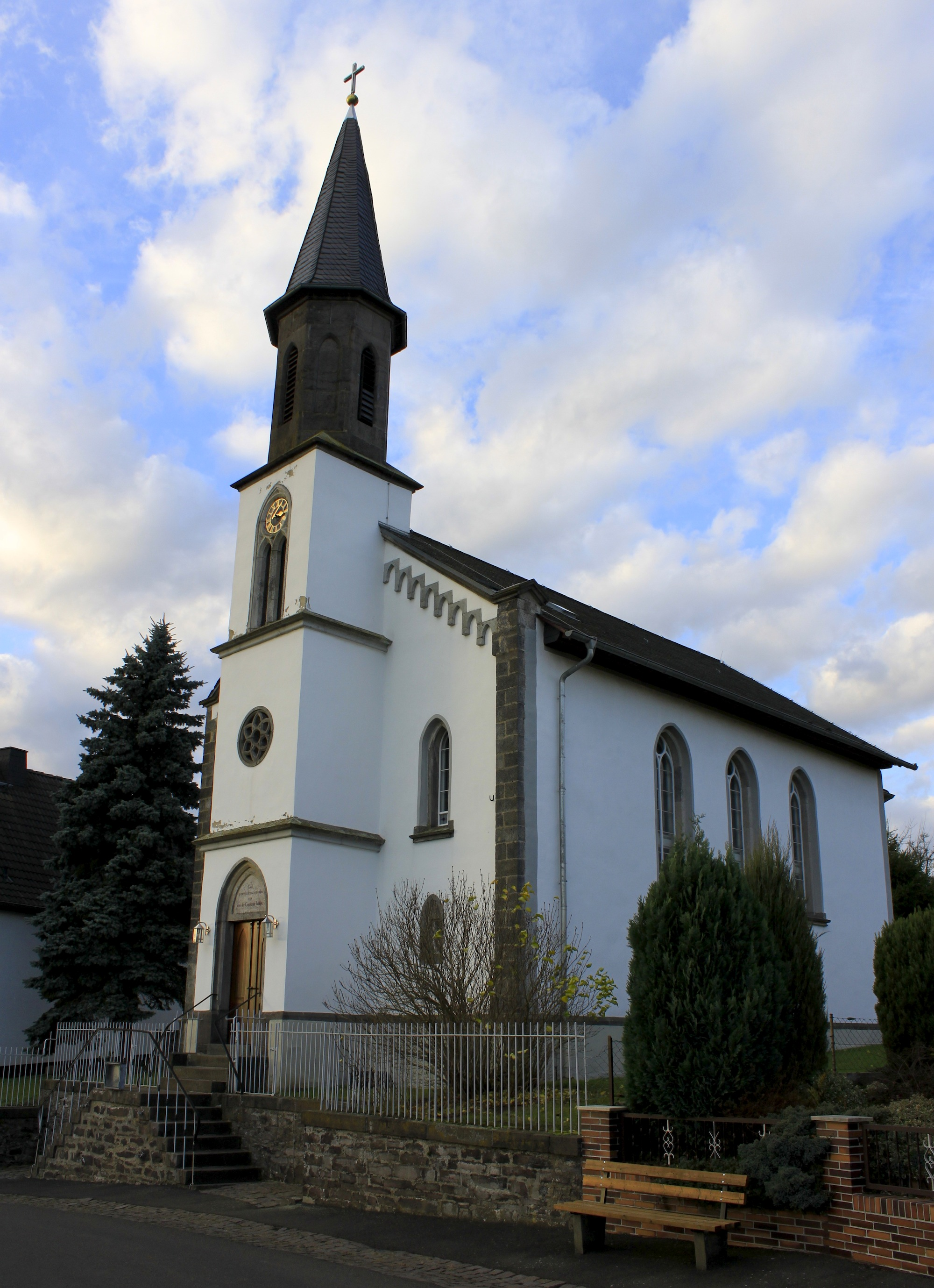
Die Kirche von Röthges

Die alte Kirche, die auf dem Friedhof stand, wurde 1846 wegen Einsturzgefahr abgerissen. Die heutige Kirche wurde am 14. September 1879 eingeweiht. Alle Bewohner des Dorfes und viele hochrangige Gäste nahmen an den Feierlichkeiten teil.
Den Stil des Bauwerks kann man mit dem zeitgemäßen Begriff Spitzbogenstil bezeichnen. Ein hoher Rechtecksaal mit verschiefertem Satteldach bildet den Hauptkörper. Er ist an den Längsseiten durch je drei Spitzbogenfenster mit Scheinmaßwerk belichtet. Vor der Südseite steht ein verputzter quadratischer Turm mit achtseitiger Steinlaterne und Steinhelm, der mit einer sogenannten Kreuzblume bekrönt ist. Entlang der Dachschrägen seitlich des Turmes zieht sich ein Spitzbogenfries. Durch den Turm gelangt man in das Schiff mit seiner dreiseitigen Empore. Die Orgel aus dem Jahr 1879 baute die Firma Voigt in Wiesbaden. Sie ist als Denkmalorgel eingestuft. Nach einer zeitaufwändigen Renovierung im Jahr 1986 beeindruckt sie wieder mit einem schönen vollen Klang.

### Vereine
Die rund 370 Einwohner sind größtenteils in Vereinen organisiert, alleine über 150 Mitglieder zählt die Freiwillige Feuerwehr. Weitere Vereine sind z. B. der Obst- und Gartenbauverein oder der FC Bayern München Fanclub.